# 1272 Gefion
1272 Gefion (1931 TZ1) là một tiểu hành tinh vành đai chính from vành đai tiểu hành tinh được phát hiện ngày 10 tháng 10 năm 1931 bởi Reinmuth, K. ở Heidelberg.